# 常文瑞
常文瑞（1940年9月—），男，辽宁锦州人，中国结构生物学家，中国科学院院士。

## 生平
常文瑞于1964年毕业于南开大学化学系。此后在中国科学院物理研究所高压物理实验室工作。1969年加入北京胰岛素晶体结构研究组，作为主要成员参与了中国第一个蛋白质晶体结构的测定。1975年调往中国科学院生物物理研究所。1980年代起他曾先后前往美国匹兹堡大学晶体学系、日本大阪大学蛋白质研究所、匹兹堡大学生化与分子生物学系、乔治亚大学生化与分子生物学系等作访问学者。1993年出任生物大分子国家重点实验室副主任。1990年代起他主持测定了一批藻类光合作用捕光蛋白色素复合物的晶体结构。2004年，他主持完成了中国第一个膜蛋白晶体结构的测定。2005年当选中国科学院生命科学和医学部院士。

## 社会兼职
曾任中国晶体学会副理事长、中国生物物理学会常务理事、国际晶体学会生物大分子委员会委员、全国政协委员等职。